# Piotr Włodarczyk
Piotr Włodarczyk (* 4. Mai 1977 in Wałbrzych) ist ein ehemaliger polnischer Fußballspieler.

## Vereinskarriere
Seine Stationen als Spieler waren KP Legia Warschau, Ruch Chorzów, Śląsk Wrocław, AJ Auxerre, Widzew Łódź, Zagłębie Lubin, Aris Thessaloniki, OFI Kreta und zuletzt Bałtyk Gdynia. In der polnischen Ekstraklasa erzielte er in 284 Spielen insgesamt 92 Tore.

## Nationalmannschaft
Für die polnische Fußballnationalmannschaft tauchte er nur sporadisch auf. Insgesamt brachte er es auf vier Länderspiele, in denen er zwei Tore erzielen konnte.

## Wissenswertes
Seine Schwester Urszula Włodarczyk ist eine erfolgreiche Leichtathletin und nahm bislang an drei Olympiaden teil.

## Erfolge
- Polnischer Meister (2006)
- Polnischer Pokalsieger (1997)
- Polnischer Supercupsieger (2008)